# Mysmenopsis penai
Espèce
Mysmenopsis penai est une espèce d'araignées aranéomorphes de la famille des Mysmenidae.

## Distribution
Cette espèce se rencontre en Équateur, en Colombie et au Brésil.

## Description
Le mâle holotype mesure 0,86 mm.
La femelle décrite par Dupérré et Tapia en 2020 mesure 1,26 mm.

## Systématique et taxinomie
Cette espèce a été décrite par Platnick et Shadab en 1978.

## Étymologie
Cette espèce est nommée en l'honneur de Luis Enrique Peña Guzmán.

## Publication originale
- Platnick & Shadab, 1978 : « A review of the spider genus Mysmenopsis (Araneae, Mysmenidae). » American Museum Novitates, no 2661, p. 1-22 (texte intégral).